# Èpsilon de l'Indi
Èpsilon de l'Indi (ε Indi) és una estrella situada a la petita constel·lació de l'Indi, a prop del Petit Núvol de Magalhães. De magnitud aparent +4,69, és la sisena estrella més brillant de la seva constel·lació.
Situada a 11,8 anys llum de distància de la Terra, és una de les 20 estrelles més properes al sistema solar. Es pensa que forma part d'una associació estel·lar que porta el seu nom, que inclou pel cap baix 16 estrelles.

## Característiques
Èpsilon de l'Indi és un sistema binari, el component principal del qual], Èpsilon de l'Indi A, és una nana taronja de tipus espectral K5V.
Èpsilon de l'Indi A en té una temperatura efectiva de 4620  K i la seva lluminositat equival a un 22% de la lluminositat solar. El seu radi és un 25% més petit que el radi solar i, a l'igual del Sol, presenta activitat cromosfèrica. Té un període de rotació de 23 dies, estant la seva velocitat de rotació projectada de 0,7 km/s; el seu eix de rotació està inclinat 26º respecte al pla del cel. La seva massa és aproximadament igual al 70% de la massa solar, i és considerada una estrella del disc fi.
Mostra una metal·licitat inferior a la solar ([Fe/H] = -0,20). Silici, calci, crom i sodi són igualment menys abundants que a la nostra estrella, mentre que els continguts de titani i vanadi són més elevats ([V/H] = +0,36).

## Companya subestel·lar
L'any 2003 es va anunciar la descoberta d'una nana marró, Èpsilon de l'Indi B, a una distància d'almenys 1500  UA de l'estrella principal.
Va ser descoberta gràcies al ràpid moviment propi al cel que té aquest sistema estel·lar: en 400anys es mou una distància igual a la mida de la Lluna, el que indicava que estava molt a prop de nosaltres. Per a aquesta descoberta els astrònoms van combinar imatges fotogràfiques digitalitzades d'arxiu, comparant-les amb imatges recents del catàleg Two Micró All Sky Survey (2MASS). La confirmació es va realitzar amb la càmera infraroja SUFÍ del telescopi de 3,6 m New Technology Telescope (NTT) de l'Observatori Europeu Austral (ESO), a l'Observatori de La Silla (Xile).
Èpsilon de l'Indi B té una massa entre 40 i 60 vegades la massa de  Júpiter i una lluminositat de solament un 0.002% de la lluminositat solar.
Mesos després de la seva descoberta, es va descobrir que Èpsilon de l'Indi B és alhora un sistema binari compost per dues nanes marrons, separades entre si 2,1 ua. La més massiva d'elles, Èpsilon de l'Indi Ba, està classificada de tipus espectral T1, mentre que Èpsilon de l'Indi Bb està classificada de tipus T6. Les seves masses respectives són 47 i 28 vegades més grans que la massa de Júpiter i les seves temperatures s'estimen en 1250 i 850  K.